# عراق المستقبل: دكتاتورية أم ديمقراطية أم تقسيم؟
عراق المستقبل: دكتاتورية أم ديمقراطية أم تقسيم؟ هو كتاب أكاديمي من تأليف ليام أندرسون وغاريث ستانسفيلد، صدر عن دار بالجريف في عام 2004. يرى المؤلفون أنه بعد غزو العراق عام 2003، فشلت الجهود الغربية لبناء دولة قومية جديدة بالحدود العراقية القديمة، وأن التقسيم هو الحل الأفضل.

## نقد
يشيد روجر هاردي بأقسام الكتاب التي تتحدث عن "إرث الحكم البريطاني والآثار المدمرة للعنف المؤسسي الذي مارسه صدام حسين"، لكنه ينتقد المؤلفين بسبب وجود وجهة نظر دوغمائية ومجزأة للغاية للمجموعات الرئيسية الثلاث في العراق، و كونهم منحازين للأكراد لدرجة أنهم يبالغون في تقدير درجة الديمقراطية في المناطق الكردية في العراق.
عباس كاظم، من معهد الشرق الأوسط، راجع الكتاب للمجلة الدولية لدراسات الشرق الأوسط وكان سلبياً؛ ويجد أن الفكرة المقدمة في الكتاب (والتي شارك فيها باحثون آخرون) بأن العراق كان دائمًا "دولة مصطنعة" هي ناقصة، ويدعي أن هناك عيبين رئيسيين في هذه الحجة: الأراضي العراقية ليس لديها حدود واضحة بين المجموعات العرقية، والادعاء بأن القوة العنيفة وحدها القادرة على توحيد البلاد يتجاوز الخيارات السياسية.

## المؤلفون
- ليام أندرسون أستاذ في كلية الشؤون العامة والدولية بجامعة رايت ستيت.[4]
- غاريث ستانسفيلد أستاذ سياسة الشرق الأوسط في جامعة إكستر.[5]